# Viale Alessandro Guidoni
Viale Alessandro Guidoni è un grande viale di Firenze, importante arteria cittadina, situato nella parte nord-ovest della città.
Il viale, parallelo a via di Novoli, strada da cui la zona prende il nome, ha inizio nei pressi del Ponte di Mezzo e prosegue per circa 2,5 km in direzione del Ponte all'Indiano, dell'A11 Firenze-Mare e dell'Aeroporto di Firenze.
Su questo viale si affacciano il Polo delle Scienze Sociali dell'Università di Firenze, il grande palazzo di Giustizia di Firenze, la nuova sede della Banca CR Firenze e il Mercato ortofrutticolo di Novoli.

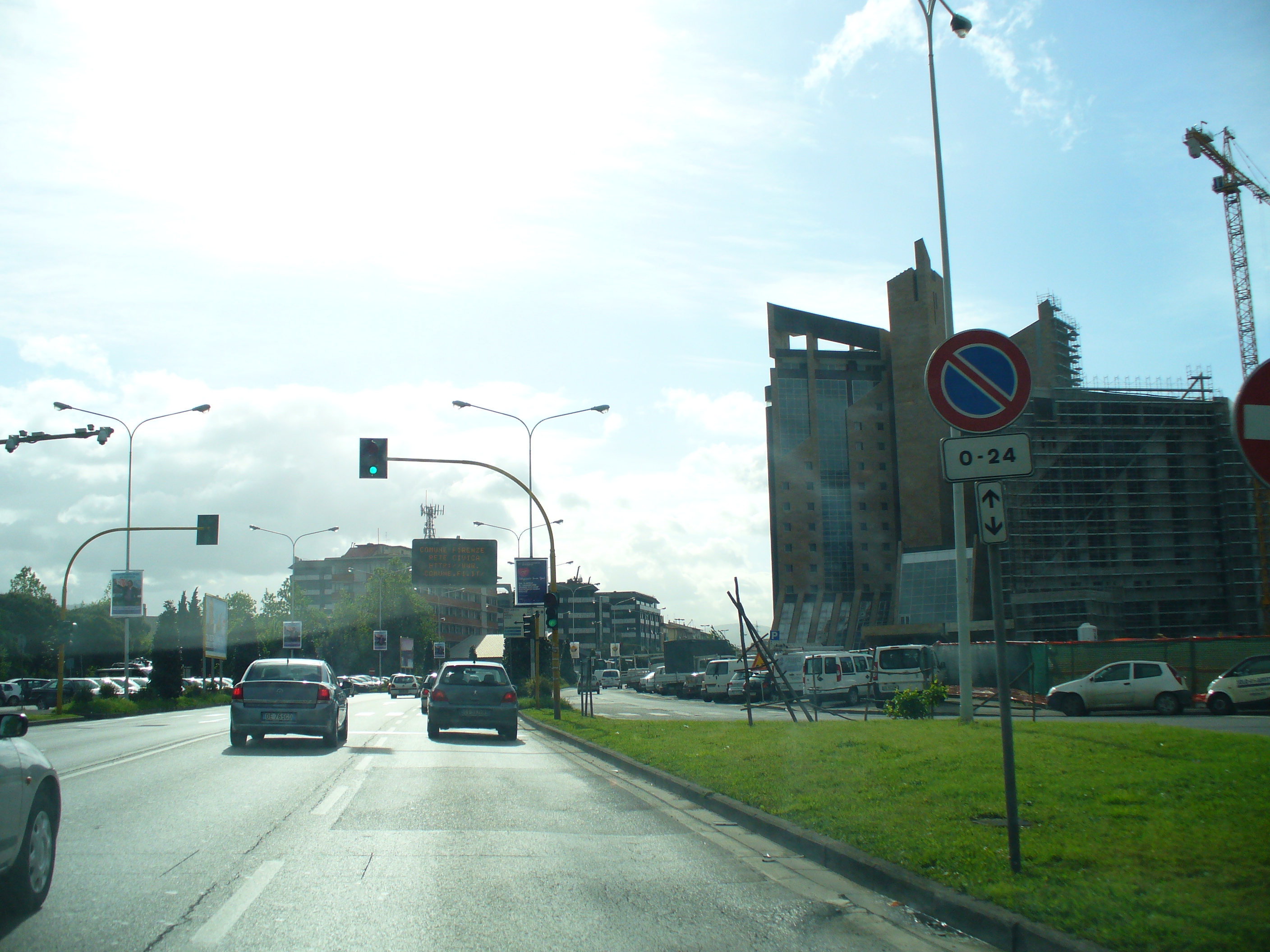
Palazzo di Giustizia
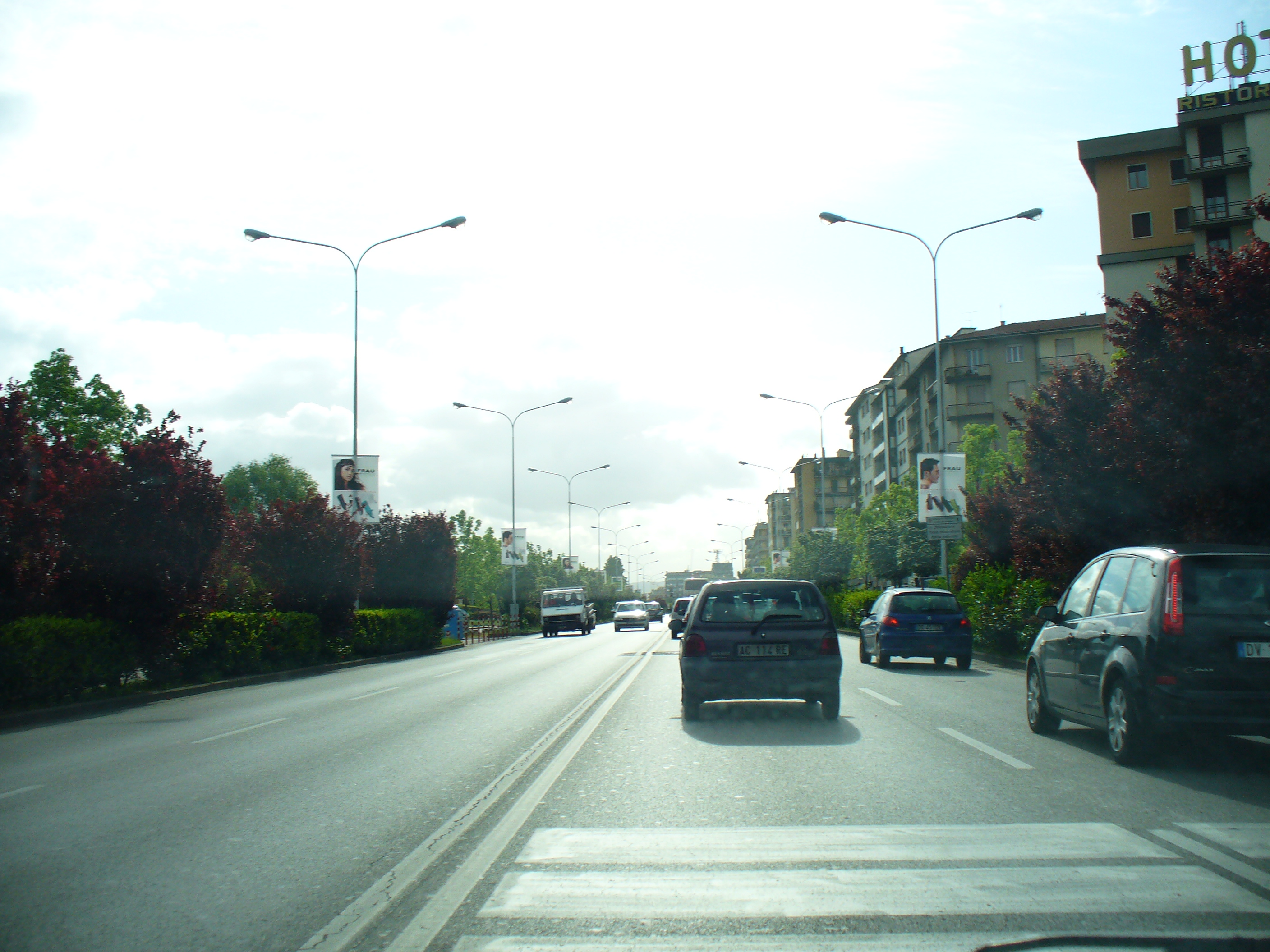
Il viale
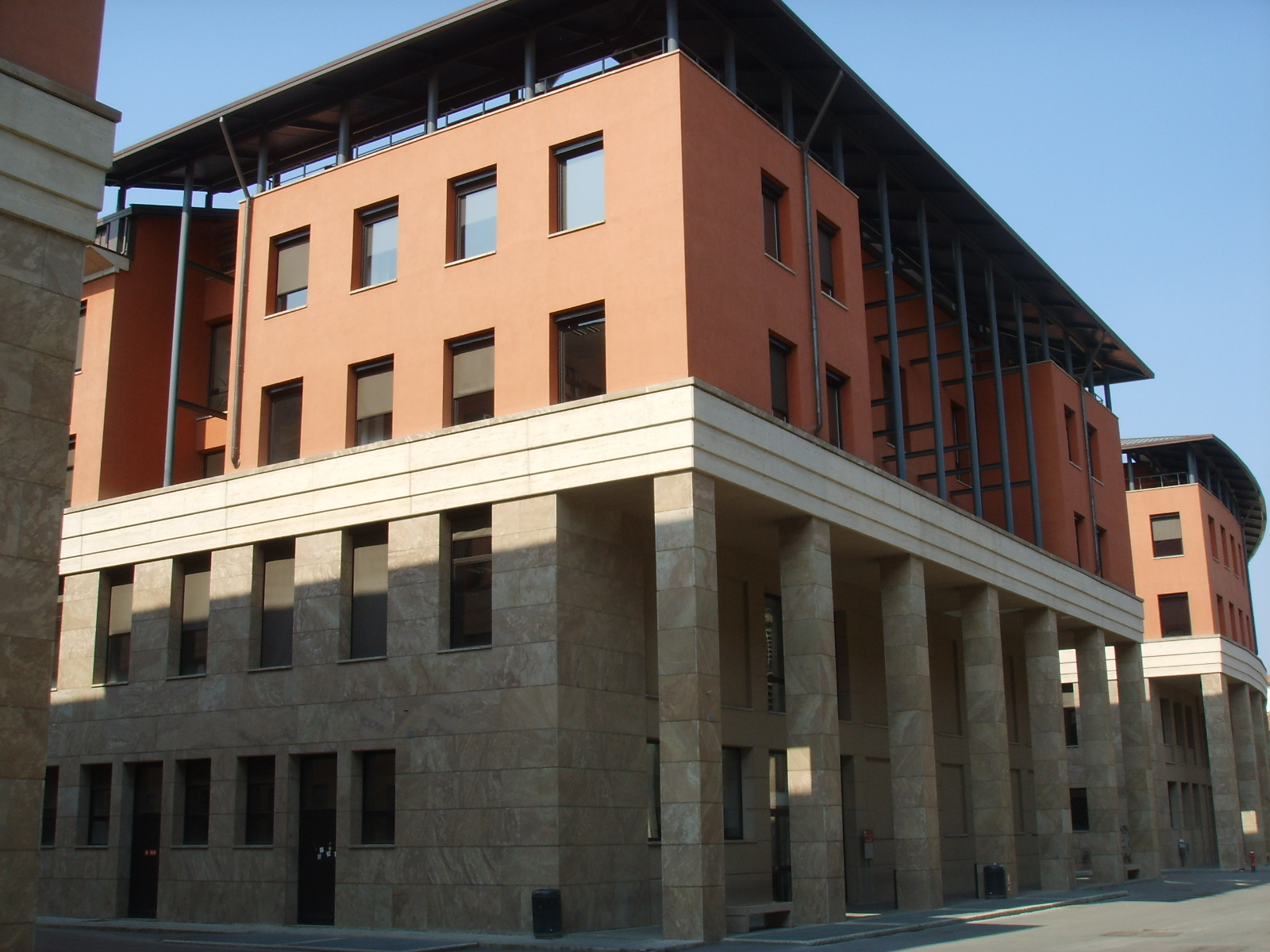
Polo delle Scienze Sociali dell'Università di Firenze
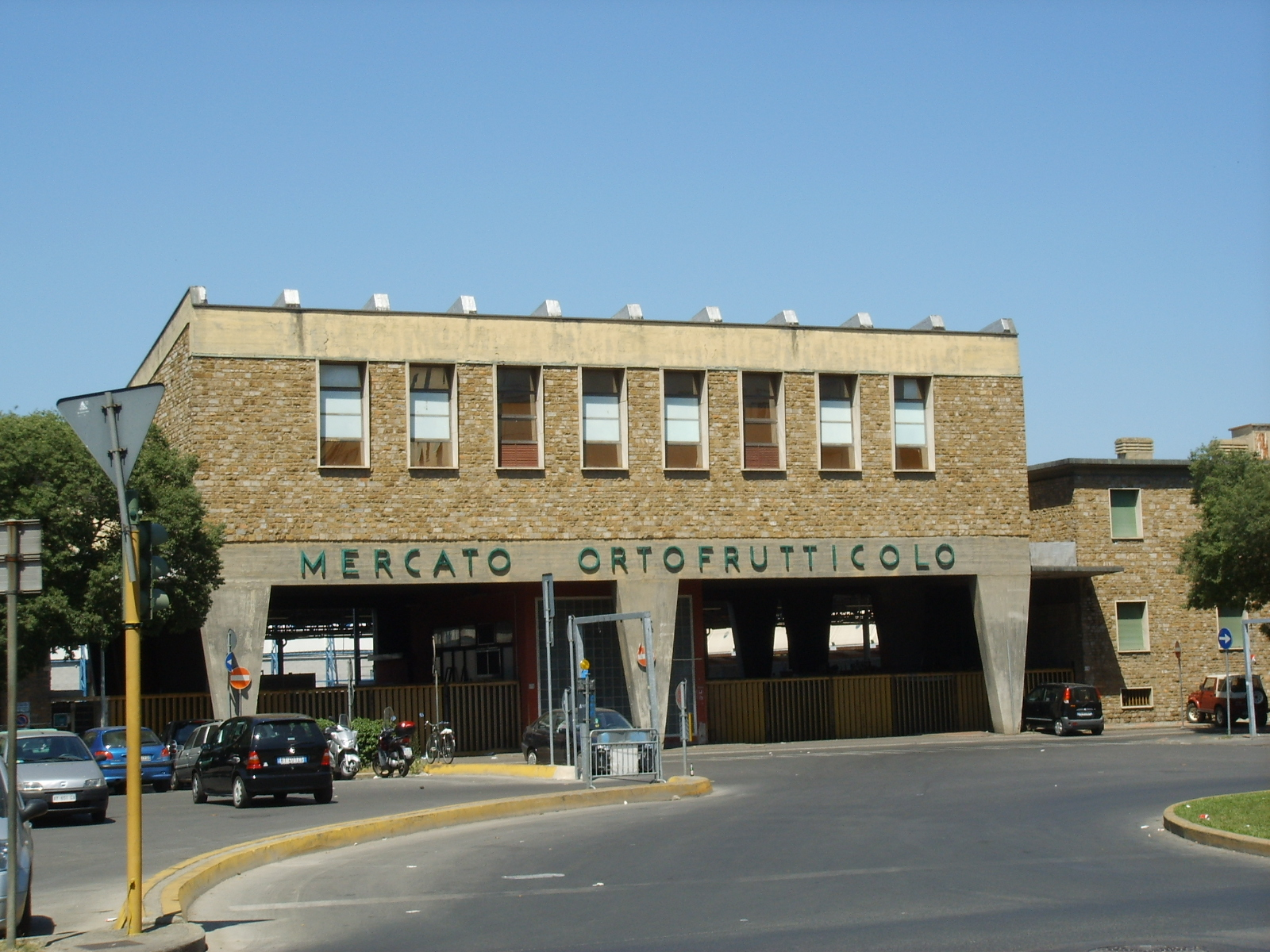
Mercato ortofrutticolo di Novoli
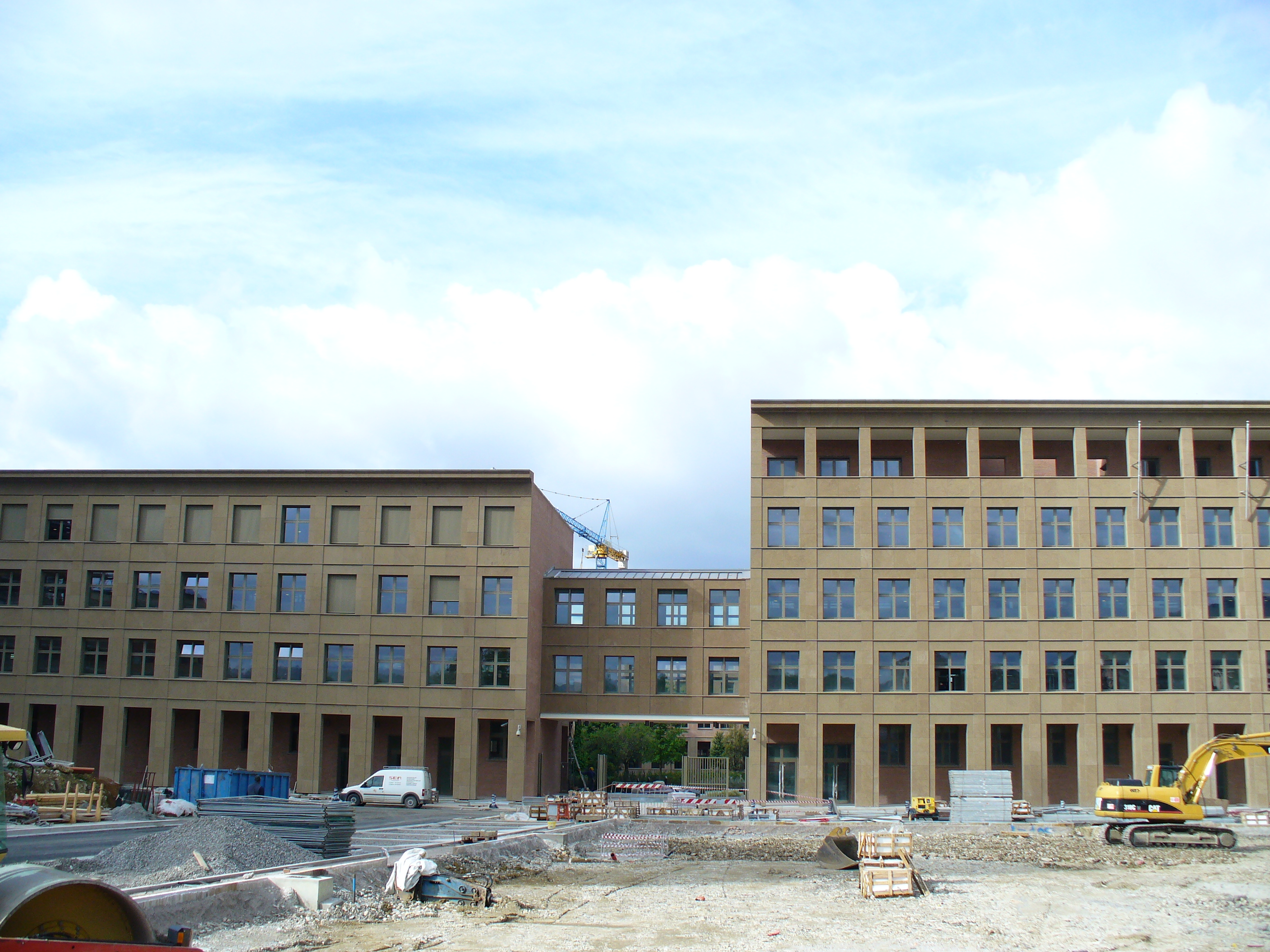
Centro direzionale della Cassa di Risparmio di Firenze